# Neopotamia
Neopotamia là một chi bướm đêm thuộc phân họ Olethreutinae, họ Tortricidae Tortricidae.

## Các loài
- Neopotamia angulata Kawabe, 1995
- Neopotamia armatana Kuznetzov, 1988
- Neopotamia calogona Diakonoff, 1973
- Neopotamia cathemacta Diakonoff, 1983
- Neopotamia cryptocosma Diakonoff, 1973
- Neopotamia divisa (Walsingham, 1900)
- Neopotamia formosa Kawabe, 1989
- Neopotamia ioxantha (Meyrick, 1907)
- Neopotamia leucotoma Diakonoff, 1973
- Neopotamia ochracea (Walsingham, 1900)
- Neopotamia orophias (Meyrick, 1907)
- Neopotamia punctata Kawabe, 1989
- Neopotamia rubra Kawabe, 1992
- Neopotamia siamensis Kawabe, 1995
- Neopotamia streblopa (Meyrick, 1936)
- Neopotamia tornocroca Diakonoff, 1973